# Club Deportivo Los Chankas
El Club Deportivo Los Chankas CYC, anteriormente llamado Cultural Santa Rosa, es un club de fútbol del Perú de la provincia de Andahuaylas, en el departamento de Apurímac. Fundado en 1989, le debe su denominación a la antigua etnia chanca. Desde la temporada 2024 juega en la Liga 1, convirtiéndose así en el primer equipo del departamento de Apurímac en la historia que participa en la Primera División del Perú.
Participó en la Copa Perú hasta 2015, cuando alcanzó los octavos de final, mérito que le permitió participar en la Segunda División del Perú desde 2016 hasta 2023, año que lograron el ascenso a Primera.

## Historia

### 1989: Fundación
Fue fundado el 30 de agosto de 1989 en Andahuaylas, Perú, en sus inicios comenzó con el nombre de Straiker donde la mayoría de los jugadores eran policías. Pasando los años cambian de nombre a Club Deportivo Cultural Santa Rosa en honor a la patrona de la Policía Nacional del Perú (Santa Rosa de Lima).

### Temporada 2010-2015: Temporadas en la Copa Perú
Su primera participación ocurrió el 2010 cuando clasificaron a la Etapa Regional de la Copa Perú 2010 donde fueron eliminados al terminar segundos en su grupo detrás de Alianza Unicachi.
En la Copa Perú 2011 y 2013 nuevamente clasificó a la Etapa Regional pero en ambas ocasiones terminó en último lugar de su grupo.
Sus mejores participaciones fueron el 2014 cuando cayó ante Alianza Unicachi y el 2015 cuando cayó contra Sport Áncash.

### Temporada 2016-2022: Invitación a la Segunda División
En la Segunda División 2015, según las bases del torneo de aquel año (jugado con 12 equipos), sólo correspondía un descenso deportivo, el cual en teoría correspondió al Club San Simón que quedó en el puesto 12. Sin embargo, como este club se había retirado a mitad de campeonato, el descenso pasaba a corresponder al que quedó en el puesto 11, que fue el Club Atlético Minero. Y aunque se quiso considerar al final de temporada un único descenso, las bases habían sido aprobadas de esa forma por la Federación Peruana de Fútbol, ente que al final rechazó el pedido de la ADFP-SD de un solo descenso, descendiendo el club de Matucana.
Con ello quedaba un cupo de ascenso por definirse, y dado que había otros equipos que ingresaron a la Segunda División 2016 vía invitación dada a partir de méritos deportivos de la Copa Perú 2015 para completar el torneo, invitando a Unión Tarapoto y Sport Áncash (y donde además los otros clubes que habían llegado a cuartos de final, aparte del DIM de Miraflores que había quedado 9°, quienes confirmaron su participación para las instancias correspondientes en Copa Perú 2016), ante lo cual el cupo fue brindado oficialmente al Club Cultural Santa Rosa, que era el inmediato siguiente en orden de mérito deportivo, ascendiendo así al torneo de Segunda División en el cual terminó en el sexto lugar y su primer partido fue un empate 0-0 de visita ante la Academia Cantolao.
En la temporada 2017 lograría mejorar su participación al finalizar en el quinto lugar a pesar de una campaña irregular al inicio de temporada. En la temporada 2018 no logra mejorar tras acabar en el décimo puesto, a pesar de esto logró mejorar en sus estadísticas del club sobre los goles a favor.
En el 2019 el torneo de la Segunda División del Perú pasaría a denominarse Liga 2. Al comenzar el torneo era desconocida su participación junto a Sport Rosario y Sport Victoria, finalmente este confirma su participación y logra su cuarta participación consecutiva culminando en la novena posición. Entre tanto en la edición inaugural de la Copa Bicentenario integraría el Grupo G con Real Garcilaso, Academia Cantolao y Cienciano, donde quedaría último sin puntos.
En la Liga 2 2020 quedó en el último lugar pero al no haber baja debido a las restricciones por la pandemia de COVID-19 en el país mantuvo la categoría.
El 19 de agosto de 2021 cambió su denominación a Club Deportivo Los Chankas, esto debido a que querían verse mejor representados en el departamento de Apurímac. En la Liga 2 2021 terminó en sexto lugar en el acumulado y clasificó al reducido por la promoción donde fue eliminado en la primera eliminatoria por Unión Comercio que lo venció por 2-1. Mientras que en la Copa Bicentenario 2021 darían el batacazo eliminando a Alianza Lima desde el punto penal en los dieciseisavos de final, sin embargo no seguirían avanzando tras quedar eliminados también frente a Unión Comercio en los octavos de final.
En la Liga 2 2022 harían una decente campaña tanto en el Apertura como en el Clausura, finalizando en la cuarta casilla con 37 puntos, pero al no haber play-offs en aquella temporada no tuvieron ninguna chance para ascender.

### Temporada 2023: Histórico ascenso a la Primera División
Para la Liga 2 2023 harían la mejor campaña en su historia hasta la fecha; finalizaron segundos en el campeonato solo por detrás del campeón Comerciantes Unidos que ascendería directamente, entre tanto el cuadro se clasificaba a los play-offs por el ascenso directamente desde la semifinales. Una vez en semifinales el rival a quien les tocó enfrentarse fue Comerciantes FC donde ganaría 4-1 en el global y por lo tanto clasificar a la final por el ansiado ascenso. Ya en la final su rival fue el Alianza Universidad donde empatarían 4-4 en el global y por ende el ascendido se tuvo que definir desde el punto penal, finalmente la ciudad de Andahuaylas vería como Los Guerreros vencerían 3-2 y por lo tanto se concretaba un histórico ascenso a la Primera División, siendo el primer club del departamento de Apurímac que pisaba la máxima categoría del fútbol peruano.

### Temporada 2024: Primera División
Los Chankas CYC afrontaron su debut en la Liga 1 con una pretemporada estratégica, enfocada en amistosos de alto nivel y la incorporación de refuerzos clave. Destacaron victorias como el 3-1 sobre Cienciano en la "Tarde del Papá", el amistoso con el club boliviano Always Ready con victoria 1-0 antes de su debut en la Liga 1. y el 3-2 frente al Real Santa Cruz en su presentación oficial en Andahuaylas, la "Tarde Chanka". Estos partidos no solo les permitieron afinar su estilo de juego, sino también fortalecer la conexión con su hinchada. Además, aprovecharon el mercado de fichajes para incorporar jugadores experimentados que complementaron su plantel base.
En su primera temporada en la Liga 1, Los Chankas CYC lograron consolidarse como un equipo competitivo, destacando su fortaleza como locales en la altitud de Andahuaylas. Finalizaron el Torneo Apertura en novena posición, gracias a resultados clave como su triunfo inicial 2-1 sobre Unión Comercio en Andahuaylas y empates frente a equipos grandes como Universitario.. Aunque el rendimiento disminuyó ligeramente en el Torneo Clausura, terminaron la campaña en el décimo lugar de la tabla acumulada con 39 puntos, asegurando su permanencia y dejando una grata impresión como una de los equipos revelación del año.

### Temporada 2025: Segundo año en Primera División
Tras una destacada campaña en 2024, Los Chankas CYC emprendieron una renovación significativa de su plantilla para la temporada 2025 de la Liga 1. El club anunció la salida de 17 jugadores, incluyendo figuras clave de la temporada anterior, con el objetivo de reforzar y rejuvenecer el equipo. Para ello, incorporaron 17 nuevos fichajes. Además, renovaron contratos con jugadores fundamentales como José Manzaneda, Oshiro Takeuchi y Ayrthon Quintana. La dirección técnica también sufrió cambios, con la llegada de Jorge Vivaldo como nuevo entrenador y Daniel Ferreyra asumiendo el cargo de director deportivo. La pretemporada inició con sesiones intensivas de entrenamiento y partidos amistosos para cohesionar al nuevo plantel.
Durante la pretemporada 2025, Los Chankas CYC disputaron varios amistosos clave para ajustar su plantel renovado de cara a la Liga 1. Entre los encuentros destacados, el equipo sufrió una derrota 0-2 ante Ayacucho FC. Sin embargo, cerraron su preparación con una victoria 2-1 sobre Sport Huancayo en el Estadio Yuri Campos Mendoza del Distrito de Talavera en Andahuaylas. Estos partidos permitieron al cuerpo técnico evaluar el rendimiento del equipo y realizar ajustes estratégicos para encarar la temporada.

## Escudo
El escudo original del club se mantendría hasta inicios  del 2016, ya que cuando fue invitado a participar en la Segunda División del Perú en el año 2021, modificó su nombre, escudo y uniformes a Los Chankas CYC.
El escudo de Los Chankas CYC es un emblema que honra la rica historia y cultura de la región de Andahuaylas. En su diseño destaca la figura de un guerrero Chanka, simbolizando la fortaleza y resiliencia que el equipo busca representar en el campo. 

## Uniforme

### Titular
En sus inicios el equipamiento titular constaba detalles amarillos y verdes en su totalidad, en el 2016 aparece sus colores nuevos pero con gran presencia del blanco, ya para el 2021 toma fuerza en el vestuario el tono granate.
| Inicios | 2011 - 2012 | 2013 | 2014 | 2015 | 2016 | 2017 | 2018 | 2019 |
| 2020    | 2021-2022   | 2023 | 2024 | 2025 |      |      |      |      |

### Suplente
En sus inicios el equipamiento suplente constaba detalles verdes y amarillos en su totalidad, en el 2016 aparece sus colores nuevos pero con gran presencia del amarillo, en el 2023 aparece una variante al titular con los colores invertidos, ya para el 2024 toma fuerza en el vestuario el tono azul marino.
| Inicios | 2013 | 2016 | 2017 | 2018 | 2019 | 2020 | 2021-2022 | 2023 |
| 2024    | 2025 |      |      |      |      |      |           |      |

### Patrocinio
La siguiente tabla detalla la cronología de las marcas de las indumentarias y los patrocinadores del Club Deportivo Chankas.
| Período   | Proveedor    | Patrocinador      |
| --------- | ------------ | ----------------- |
| 2015      | Lomas        | D&R Consultores   |
| 2016–2018 | Convert      | Cykron            |
| 2019      | Habitez      | Cykron            |
| 2020      | Jogo         | Cykron            |
| 2021–2022 | Sporteam     | Cykron            |
| 2023      | Koman        | Cerveza Apurimeña |
| 2024–2025 | New Athletic | Cerveza Apurimeña |

## Estadio
El club juega de local en el Estadio Los Chankas, un imponente recinto deportivo situado a una altitud de 2926 m s. n. m. en la ciudad de Andahuaylas. Este estadio, administrado por la Municipalidad Provincial de Andahuaylas, es un orgullo para la comunidad local, ya que cuenta con una capacidad para albergar a 10,000 espectadores. Así mismo, el Estadio Los Chankas se convierte en un punto de encuentro y celebración para los aficionados del deporte en la región Apurímac. 

## Datos del club
- Temporadas en Primera División: 2 (2024–)
- Temporadas en Segunda División: 8 (2016–2023)
- Mayor goleada conseguida:
  - En campeonatos nacionales de local: Los Chankas 11:0 Pirata FC (27 de septiembre de 2023)
  - En campeonatos nacionales de visita: Serrato Pacasmayo 0:6 Cultural Santa Rosa (16 de septiembre de 2018).
- Mayor goleada recibida:
  - En campeonatos nacionales de local: Cultural Santa Rosa 0:2 Alianza Universidad (1 de mayo de 2016), Cultural Santa Rosa 0:2 Deportivo Hualgayoc (13 de mayo de 2018).
  - En campeonatos nacionales de visita: Atlético Grau 6:0 Cultural Santa Rosa (21 de septiembre de 2019)
- Mejor puesto en la Segunda División: 2.º (2023)
- Peor puesto en la Segunda División: 10.º (2018, 2020)

## Entrenadores
Club Deportivo Cultural Santa Rosa
- Luis Fasanando (2010)
- Abel Silva Mondragón (2011)
- Rafael Arnao (2013)
- Martín Gonzales (2015)
- Rafael Arnao (2015)
- Carlos Cortijo (2016)
- Jahir Butrón (2017)
- Jorge Amado Nunes (2017)
- Tito Chumpitaz (2018)
- Gerardo Gutiérrez (2018)
- Orlando Maltese (2018)
- Genebrardo Arenas (2019)
- Jorge Amado Nunes (2019)
- Yonel Iñigo (2019)
- Nilton Gómez (2020)
- Yonel Iñigo (2020)
- Gustavo Cisneros (2021)
- Gerardo Gutiérrez (2021)
- Juan Carlos Bazalar (2021)

Club Deportivo Los Chankas
- Pablo Garabello (2022)
- Gustavo Cisneros (2022)
- Roberto Holsen (2022)
- Daniel Galo (2022)
- Abraham Montoya (2022)
- Juan Carlos Bazalar (2023)
- Pablo Bossi (2024)
- Jorge Antonio Vivaldo (2025-)

## Palmarés

### Torneos nacionales
| Nacional                        | Títulos | Subcampeonatos |
| ------------------------------- | ------- | -------------- |
| Segunda División del Perú (0/1) |         | 2023.          |

### Torneos regionales
| Regional                             | Títulos     | Subcampeonatos    |
| ------------------------------------ | ----------- | ----------------- |
| Etapa Regional - Región IX (1/0)     | 1993.       |                   |
| Liga Departamental de Apurímac (2/3) | 2011, 2013. | 1992, 2010, 2015. |
| Liga Provincial de Andahuaylas (2/2) | 2010, 2015. | 2013, 2014.       |
| Liga Distrital de Talavera (2/0)     | 2013, 2015. |                   |